# Tchedžo (Čoson)
Tchedžo (korejsky 태조, 27. října 1335 – 24. května 1408), narozen jako I Song-gje (korejsky 이성계) a přejmenován I Dan (korejsky 이단), byl zakladatel a první král korejského státu Čoson, vládl v letech 1392 až 1398.

## Život
I Song-gje pocházel ze severovýchodní Koreje, narodil se roku 1335. Korea byla do poloviny 50. let 14. století součástí mongolské říše Jüan a předkové I Song-gjea zaujímali vysoké posty v jüanské administrativě. Jeho otec I Dža-čchun byl generálem korejské armády, I Song-ge následoval jeho příkladu. Získal popularitu v úspěšných bojích s Mongoly, japonskými piráty wo-kchou útočícími na pobřeží, porazil armádu čínských protimongolských povstalců – rudých turbanů, která vtrhla do Koreje. Během 80. let se korejský dvůr rozdělil na dvě strany – skupinu v čele s generálem I Song-gjem, orientovanou na podporu čínské říše Ming, která vyhnala z Číny jüanské armády, a skupinu v čele s generálem Čchö Jongem, která dávala přednost podpoře jüanských Mongolů.
Spory I Song-gje vyřešil obrácením armády (která měla za úkol invazi do mingského poloostrova Liao-tung) proti hlavnímu městu, kde provedl státní převrat, odstranil opozici a dosadil nového krále Čchanga. Už následující rok ho vyměnil za krále Kongjanga, kterého ponechal na trůnu tři roky. Roku 1392 krále sesadil a sám nastoupil na trůn, přitom přejmenoval stát z Korjo na Čoson („Země jitřní svěžesti“).
Po nástupu na trůn navázal a udržoval diplomatické styky s okolními i vzdálenějšími státy, Japonskem a královstvím Rjú-kjú, Ajuthajou (v Thajsku), a zejména zlepšil vztahy s mingskou Čínou, i když mingský císař Chung-wu nespěchal s uznáním změn v Koreji.
Podporoval buddhismus. Reorganizoval armádu, když v zájmu převahy královské armády rozpustil vojska „silných domů“, výjimku měli pouze jeho synové, jejichž oddíly naopak posílil. Koncem 80. let provedl zemědělskou reformu, v níž zabavil a přerozdělil statky promongolské strany a navrátil státu nelegálně zcizené pozemky, roku 1390 nechal sestavit nový katastr, stanovil a omezil daně placené rolníky z půdy.
Roku 1392 jmenoval následníkem svého osmého syna I Pang-seoka. Roku 1398 však jeho pátý syn I Pang-won provedl státní převrat, zabil prvního ministra Čong Do-čona a přiměl otce k abdikaci. Trůn zprvu předal svému staršímu bratru I Pang-gwaovi (král Čongdžong), roku 1400 se králem stál sám (král Tchädžong).
I Song-gje zemřel roku 1408, znám je pod svým posmrtným jménem jako král Tchedžo.